# Korsta och Prästlägden
Korsta och Prästlägden var en av SCB avgränsad och namnsatt småort i Östersunds kommun i Jämtlands län. Småorten omfattade bebyggelse i de sammanväxta byarna Korsta och Prästlägden i Lits distrikt (Lits socken). Området utgör numera en del av tätorten Lit.